# Erysipelothrix rhusiopathiae
Erysipelothrix rhusiopathiae je grampozitivní a kataláza negativní (netvoří katalázu) bakterie. Jde o zvířecí patogen, který způsobuje onemocnění erysipel. Může postihnout celou škálu zvířat. Nejčastěji jsou postižena prasata, krůty a nosnice, ale byly hlášeny případy u jiných savců, ptáků, ryb a plazů. U prasat je tato choroba známá jako červenka. Patogen může napadnout i lidi.

## Historie
Erysipelothrix rhusiopathiae byl poprvé izolován Robertem Kochem v roce 1876. O několik let později byla bakterie uznána jako příčina erysipel u prasat a v roce 1884 byl organismus poprvé diagnostikován jako lidský patogen. V roce 1909 byl tento rod jmenován Erysipelothrix. V roce 1918 byl představen název Erysipelothrix rhusiopathiae a v roce 1920 byl označen jako druh tohoto rodu.

## Epidemiologie
Erysipelothrix rhusiopathiae může být izolován z půdy, zbytků potravin a vody kontaminované infikovanými zvířaty. V půdě může přežít několik týdnů. Nevadí mu sucho. U trusu prasat se doba přežití této bakterie pohybuje od 1 do 5 měsíců. Erysipeloid je přenášen několika zvířaty, zejména prasaty, u nichž má nemoc (v minulosti velmi běžná) několik jmen (swine erysipelas v angličtině, rouget du porc ve francouzštině a mal rossino v italštině).

## Klinický průběh

### Lidé
U lidí se infekce E. rhusiopathiae nejčastěji vyskytují v mírné kožní formě známé jako erysipeloid. Méně často může vést k sepsi; tento scénář bývá spojován s endokarditidou. Erysipeloid byl v minulosti pojmenován jako Rosenbachova choroba, Baker - Rosenbachova choroba a pseudoerysipelas. Jde o bakteriální infekci způsobenou traumatickou penetrací bakterie E. rhusiopathiae.

### Zvířata
Erysipelothrix rhusiopathiae může infikovat širokou škálu z vířat, s nebo bez vyvolání klinického onemocnění, které se u zvířat nazývá erysipelas.

#### Prasata
U prasat lze pozorovat tři formy červenky; akutní, subakutní nebo chronické. Akutní forma je charakterizována vysokou horečkou, anorexií, depresí a smrtí jednoho nebo více zvířat. Mohou být také pozorovány kožní léze ve tvaru kosočtverce, které jsou patognomické pro erysipel u prasat. Během subakutních erysipelas jsou pozorovány podobné, ale mírnější příznaky než v akutní formě. Chronická forma může vyplývat z akutních nebo subakutních případů nebo subklinických infekcí. Chronická forma je většinou charakterizována artritidou, ale může dojít k náhle smrti v důsledku chlopňových lézí v srdci.

#### Drůbež
Bakterie byla izolována z celé řady ptáků a byly navrženy rozdíly v citlivosti v závislosti na druhu. Ohniska erysipelas byla hlášena téměř u všech druhů drůbeže. Historicky byl erysipelas považován za nemoc významného významu především u krůt. V několika zemích však byl hlášen rostoucí počet ohnisek i u hejn nosnic. Příznaky pozorované během ohniska erysipel v hejnech nosnic patří náhlý nástup vysoké úmrtnosti a ztráty plodnosti vajec.